# Pirinççeşme, Malkara
Pirinççeşme là một xã thuộc huyện Malkara, tỉnh Tekirdağ, Thổ Nhĩ Kỳ. Dân số thời điểm năm 2011 là 241 người.